# Arnebia afghanica
Arnebia afghanica là loài thực vật có hoa trong họ Mồ hôi. Loài này được (Kitam.) Rech.f. & Riedl mô tả khoa học đầu tiên năm 1963.